# Anna (mønt)
 For alternative betydninger, se Anna. (Se også artikler, som begynder med Anna)
En anna var en indisk mønt, der i værdi var lig 1/16 rupee. Møntfoden brugtes også i Irak i perioden mellem løsrivelsen fra Det Osmanniske Rige 1915/16 til selvstændigheden i 1932.
| Artikelstump | Spire Denne artikel om penge eller valuta er en spire som bør udbygges. Du er velkommen til at hjælpe Wikipedia ved at udvide den. |